# Eleuthera

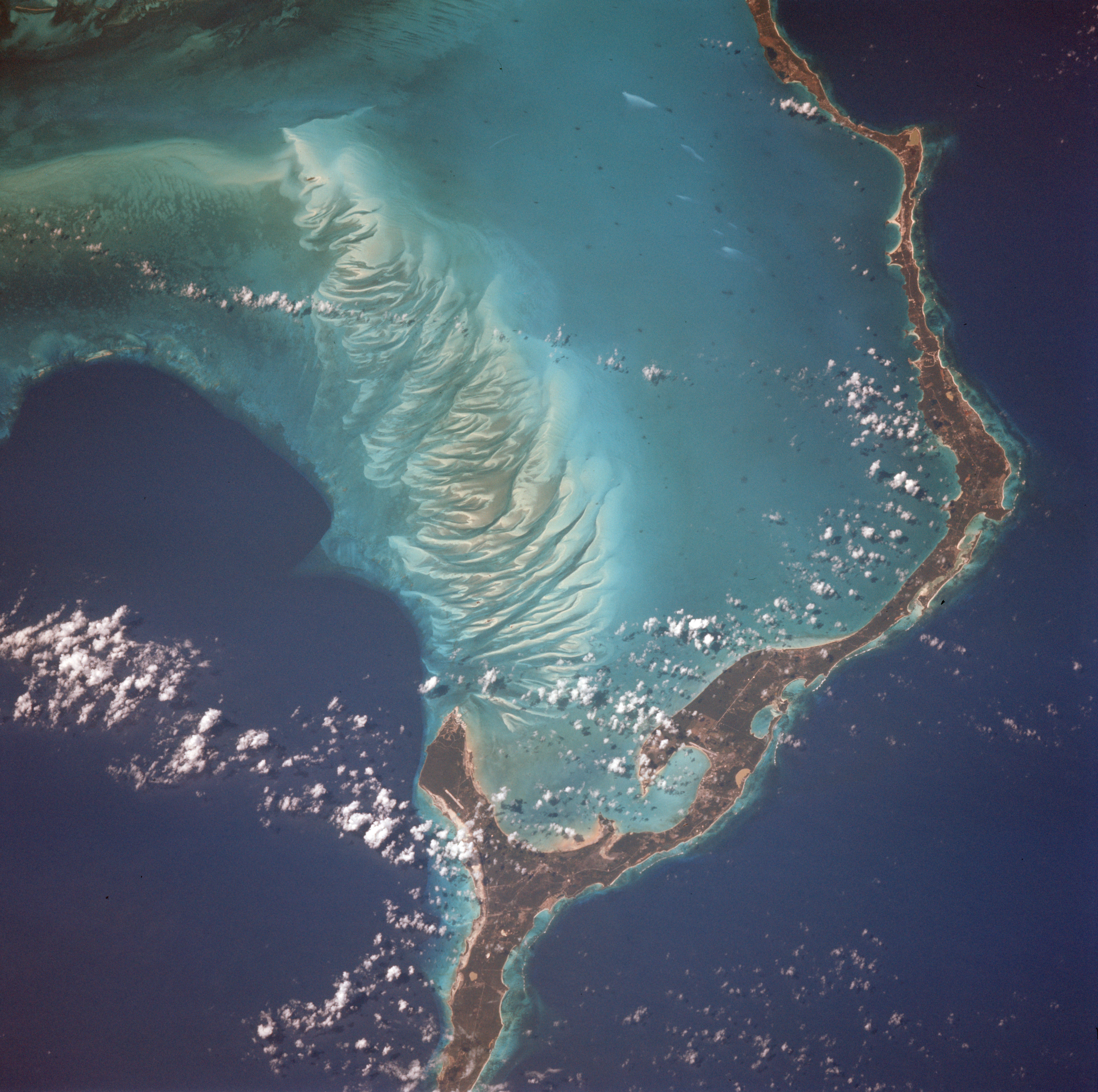
Đảo Eleuthera được bao quanh bởi các vùng biển nông có màu xanh lam nhạt được hình thành bởi dòng đáy biển trong vùng nước nông nổi bật, tương phản hoàn toàn với màu xanh thăm thẳm của đại dương một ngàn feet ở Sound Exuma. (NASA STS-1 ảnh)

Eleuthera (pron: / i l u ː q ə r ə /), đôi khi đánh vần là Eleuthra, là một hòn đảo ở Bahamas, nằm cách 50 dặm (80 km) về phía đông của Nassau. Đây là hòn đảo mỏng có chiều dài 110 dặm (180 km) và nơi rộng nhất chỉ hơn 1 dặm (1.600 m). Theo điều tra dân số năm 2000, dân số trên đảo Eleuthera là khoảng 8.000 người. Cái tên "Eleuthera" có nguồn gốc từ tiếng Hy Lạp trong từ ελεύθερος (eleutheros) có nghĩa là "miễn phí".
Địa hình của hòn đảo đa dạng, từ những bãi biển cát rộng, màu hồng nổi trên mặt nước lớn của các rạn san hô cổ. Phía đông của hòn đảo là Đại Tây Dương trong khi phía tây là Bahama Bank, một trong hai khu vực nền tảng cacbonat của Bahama. Chính vì vậy, ở đây là nơi quy tụ hai màu nước biển xanh khác lạ, xanh lam nhạt trong veo của vùng biển Caribe và xanh sẫm, thăm thẳm của nước biển Đại Tây Dương. Glass Window Bridge (cầu Cửa sổ thủy tinh) ở Sound Exuma, nằm ở vị trí hẹp nhất trên đảo là nơi có thể quan sát được cảnh tượng trên và cũng là nơi thu hút rất nhiều du khách khi tới đảo.

## Lịch sử

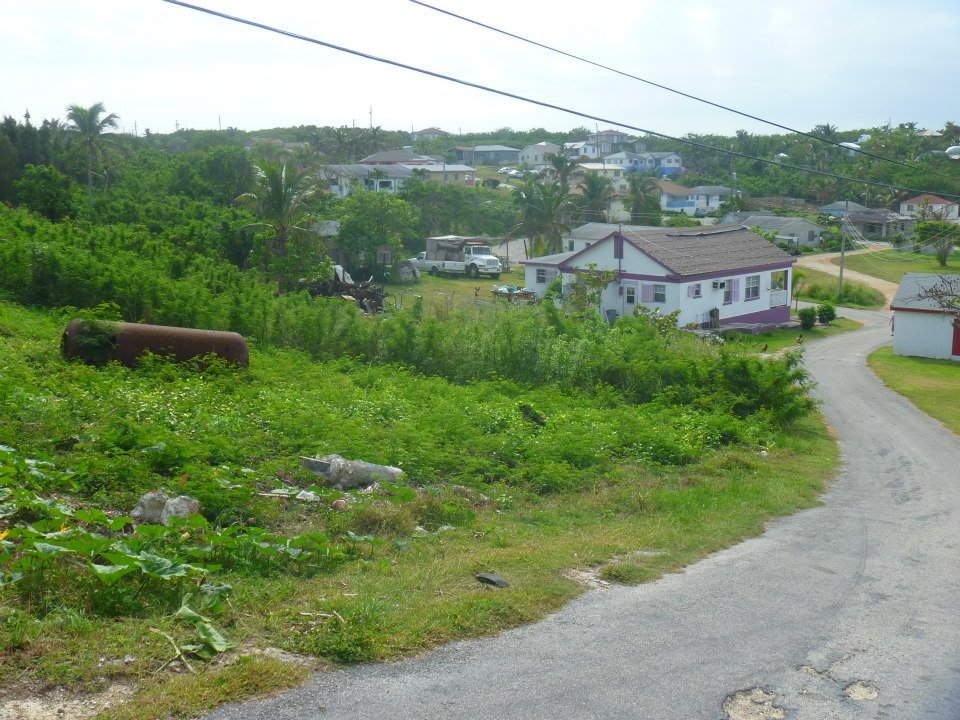
Gregory Town, Eleuthera tháng 12 năm 2012

Những người đầu tiên định cư trên đảo là Taino, hay là Arawaks, chủ yếu là nhóm người bị trục xuất khỏi Tây Ban Nha để làm việc trong các mỏ tại Hispaniola, nơi họ chết vào những năm 1550. Hòn đảo này được cho là không có người sinh sống cho đến khi những người châu Âu đầu tiên định cư hành hương Thanh giáo đến đây vào năm 1648 từ Bermuda. Những người định cư, được biết đến như là "thám hiểm Eleutherian", đã đặt tên cho hòn đảo là Ἐλευθεριά, cái tên hiện tại của nó eleutheria có nghĩa là "tự do" trong tiếng Hy Lạp, trong khi Ἐλευθερά Eleuthera có nghĩa là "tự do". Một số người nghĩ rằng Christopher Columbus có thể đã đến Eleuthera trước khi những người châu Âu khác đến thăm hòn đảo ở Tây Ấn này.
Các khu định cư bao gồm (Bắc vào Nam) The Bluff, Upper Bogue Lower, hiện nay gồm có Gregory Town, Alice Town, James Cistern, cảng Thống đốc, Bắc và Nam Palmetto Point, Savannah Sound, Winding Bay, Tarpum Bay, Rock Sound, Greencastle, Deep Creek, Delancy Town, Waterford, Wemyss Bight, John Millars, Millar của và Bannerman Town. Sân bay với các chuyến bay thường xuyên theo lịch trình tại Bắc Eleuthera, cảng Thống đốc và Rock Sound.
Hòn đảo khá thịnh vượng và giàu có trong giai đoạn từ 1950 đến 1980, thu hút nhiều nhà công nghiệp Mỹ nổi tiếng như Arthur Vining Davis, Henry J. Kaiser, và Juan Trippe. Khách thường xuyên bao gồm các ngôi sao điện ảnh như Robert De Niro hay Hoàng tử và Công nương xứ Wales.
Do thay đổi trong chính sách sở hữu nước ngoài, Bahamas trở thành quốc gia độc lập vào năm 1973, tất cả những khu nghỉ mát lớn và các doanh nghiệp nông nghiệp bị bỏ hoang, được bán cho chính phủ Bahamas. Bởi sự căng thẳng của một quốc gia mới được hình thành, và những thay đổi trong luật thuế của Hoa Kỳ, một số doanh nghiệp phá sản trong giai đoạn từ 1980 đến 1985.
Trong khi ngoài khơi Harbour Island và Spanish Wells là một điểm đến cho những người quan tâm đến lịch sử và thiên nhiên của vùng. Các điểm hấp dẫn bao gồm Glass Window Bridge, hang động Bay Hatchet, bãi biển phía bắc Surfer, bãi biển Lighthouse ở phía nam. Hang động Preacher ở phía bắc của đảo được phát hiện vào giữa thế kỷ 17 và những cuộc khai quật gần đây tại hang đã phát hiện những di chỉ của về cuộc sống của người Arawak.
Các khu định cư chính là cảng Thống đốc (thủ đô hành chính), Rock Sound, Tarpum Bay, Harbour Island với những bãi biển cát màu hồng kì lạ. Hòn đảo này được đặc biệt chú ý bởi những khu vực trồng dứa rộng lớn và lễ hội dứa hàng năm tại Gregory Town.
Trong năm 2010, khu bảo tồn thực vật bản địa Leon Levy, được mở ra như vườn quốc gia đầu tiên của Eleuthera. Cùng sáng tạo ra bởi Levy Leon Foundation và chính phủ Bahamas, đây là nhà của hơn 171 loài thực vật bản địa và đã trở thành một điểm đến phổ biến cho giáo viên và học sinh địa phương, cũng như khách du lịch.

## Giao thông vận tải
Hòn đảo bao gồm 3 cảng hàng không chính và những con đường bê tông được chính phủ xây dựng nối phía Bắc với Nam của hòn đảo.